# マーティン・デニー
マーティン・デニー（Martin Denny, 1911年4月10日 - 2005年3月2日）は、アメリカ合衆国ニューヨーク州生まれのピアニスト、作曲家、ミュージシャン。エキゾチカ（エキゾチック・サウンド）、ラウンジ分野の代表的なアーティストである。

## 来歴
若い頃からクラシック・ピアノを学び、第二次世界大戦中は空軍兵士としてフランスとドイツで兵役についた。終戦後、復員兵援助法のもとロサンゼルス音楽学校と南カリフォルニア大学で対位法とピアノを学ぶ。
ヴィブラフォンなどの鍵盤打楽器を中心とし、ラテンパーカッションやアフリカ、アジアの民族楽器などさまざまな楽器を用いた。また、パーカッション担当のオギー・コロン（Augie Colon）がバード・コールという独特な手法で鳥やカエルなどの動物の鳴き声をまねて彩りを加え、欧米の白人がイメージする「南国の楽園」を音楽で表現し、全米ヒットまで出すこととなった。
アルバム収録のシングル「クワイエット・ヴィレッジ」（Quiet Village: The Exotic Sounds of Martin Denny）は、1959年にビルボード4位まで上昇し、年間チャートでも44位にランクインした。マーティン・デニーは1958年の『Exotica 2』で、日本の服部良一の「蘇州夜曲」をカバーし発表している｡
アルバム『Quiet Village』収録の『Firecracker』は1978年、イエロー・マジック・オーケストラ（YMO）がカバーした事で世界的に知られる。また、細野晴臣が1976年5月8日に横浜中華街のレストラン「同發新館」で行ったライブでこの曲を取り上げている。この時のバックメンバーには後にYMOのメンバーとして共に活動する坂本龍一とYMOのライブサポートメンバーとなる矢野顕子がいた。

## ディスコグラフィ
- EXOTICA (WITH Arthr-Lyman) - 1956年
- EXOTICA (WITH Julius-Wechter) - 1959年
- EXOTICA - Volume 2 - 1958年
- FORBIDDEN ISLAND - 1958年
- PRIMITIVA - 1958年
- HYPNOTIQUE - 1959年
- AFRO-DESIA - 1959年
- EXOTICA-Volume 3
- QUIET-VILLAGE - 1959年
- THE ENCHANTED SEA - 1959年
- Exotic Sounds From the Silver Screen - 1960年
- Exotic Sounds Visit Broadway - 1960年
- Exotic Percussion - 1960年
- EXOTICA '90 - 1990年

## 代表曲
- Quiet Village (レス・バクスター作曲)
- Sake Rock
- Firecracker